# Clifford Irving
Clifford Michael Irving (* 5. November 1930 in New York City; † 19. Dezember 2017 in Sarasota, Florida) war ein US-amerikanischer Autor mehrerer Bestsellerromane. Am ehesten bekannt war er aber für in den 1970ern gefälschte handgeschriebene Briefe einer so genannten „Autobiografie“, mit denen er seine Herausgeber zu überzeugen versuchte, sie stammten 
vom zurückgezogen lebenden exzentrischen Milliardär Howard Hughes. Nachdem dieser in einem Aufsehen erregenden Telefoninterview die Richtigkeit 
abstritt und die Herausgeber verklagte, gab Irving die Fälschung zu und wurde zu einer zweieinhalbjährigen Freiheitsstrafe verurteilt, von der er 17 Monate absaß.

## Frühes Leben und Schriftstellerkarriere
Irving wuchs auf als Sohn von Dorothy und Jay Irving, einem Illustrator von Titelbildern und Schöpfer des Comicstrips Pottsy über einen New Yorker Polizisten. Nach dem Abschluss der High School of Music and Art in Manhattan 1947 besuchte Irving die Cornell University. Er war ab März 1951 zwei Jahre lang verheiratet mit Nina Wilcox. 1956 war er bei der The New York Times angestellt und schrieb an seinem ersten Roman On a Darkling Plain. Während einer Europareise 1958 vollendete er seinen zweiten Roman The Losers. Während eines Aufenthaltes auf Ibiza lernte er die Engländerin Claire Lydon kennen. Sie heirateten im selben Jahr und zogen um nach Kalifornien. Claire Lydon starb dort hochschwanger am 8. Mai 1959 bei einem Autounfall.
Seine Romane waren zwar kommerziell nicht besonders erfolgreich, erhielten jedoch positive Kritiken. Irvings dritter Roman, der mythische Western The Valley, erschien 1960. 1962 zog es ihn mit seiner dritten Ehefrau, dem englischen Modell Fay Brooke, und seinem Sohn Josh zurück nach Ibiza. Bereits 1967 heiratete er erneut, diesmal die 1935 in Schwäbisch Gmünd geborene deutsch-schweizerische Künstlerin Edith Sommer, Schwester des deutsch-schweizerischen Künstlers Ed Sommer, mit der er die Söhne Nedsky und Barnaby bekam. Er lernte den Kunstfälscher Elmyr de Hory kennen und wurde gebeten, dessen Biografie Fake! (1969) zu schreiben, die 1974 vom US-Regisseur Orson Welles unter dem Titel F for Fake (F wie Fälschung – Vérités et mensonges) verfilmt wurde und worin Irving als er selbst auftrat.

## Die gefälschte Howard-Hughes-Autobiografie
Ab 1958 zog sich Howard Hughes völlig aus der Öffentlichkeit zurück. Wann immer jemand sich anschickte, eine unautorisierte Biografie schreiben zu wollen, löste ihn Hughes mit Geld aus. Ab den 1960er Jahren weigerte sich Hughes zudem, vor Gerichten zu erscheinen. In Gerüchten wurde er als tödlich erkrankt, verrückt oder gar tot und von einem Doppelgänger vertreten dargestellt.
1970 dachten sich Irving und sein alter Freund Richard Suskind, ebenfalls Schriftsteller, den Plan aus, über Hughes eine „Autobiografie“ zu verfassen. Sie vertrauten darauf, dass Hughes keinesfalls die Aufmerksamkeit erregen wollte, öffentlich eine Biografie als Fälschung zu entlarven oder ein Gerichtsverfahren anzustrengen und sich damit wieder in den Mittelpunkt von Berichterstattungen zu stellen. Nach Archivrecherchen von Suskind begann Irving, handschriftliche Briefe in dessen Schreibweise, die sie im Magazin Newsweek gefunden hatten, zu fälschen.
Irving nahm Kontakt mit den Verlegern McGraw-Hill auf und behauptete, er hätte mit Hughes korrespondiert und dieser hätte sein Interesse bekundet, von ihm seine Autobiografie schreiben zu lassen. Bei einem Besuch in New York legte Irving drei gefälschte Briefe vor, in denen Hughes unter anderem die angebliche Bestätigung für die Biografie angab, die auf Interviews mit Irving basieren sollten, aber zudem auch angeblich wollte, dass das Projekt erst noch geheim bliebe. McGraw-Hill schlossen daraufhin einen Vertrag zwischen Hughes und Irving ab, der diesem 100.000 Dollar Vorschuss und Hughes 400.000 Dollar Vorschuss zusagte. Irving fälschte dafür Hughes Unterschrift. Schließlich wurden per Scheck tatsächlich 100.000 Dollar an Irving ausgezahlt und 765.000 Dollar an Hughes, die von Irvings Ehefrau Edith auf ein Schweizer Bankkonto mit der gefälschten Identität Helga R. Hughes überwiesen wurden.
Irving und Suskind recherchierten weitere Informationen über Hughes und strebten in der Öffentlichkeit an, Hughes weiter als zurückgezogenen Exzentriker zu etablieren, wozu auch angebliche Interviews an entferntesten Orten in der ganzen Welt gehörten, unter anderem in einer alten mexikanischen Pyramide. In der Wirklichkeit traf sich Irving dabei mit seiner Geliebten, der dänischen Baroness und Folksängerin Nina van Pallandt. 
Irving und Suskind erhielten außerdem Zugriff auf private Akten des Magazins Time-Life und ein Manuskript von James Phelan, der Ghostwriter der Memoiren von Noah Dietrich war, einem ehemaligen leitenden Geschäftsfreund von Howard Hughes. Irving machte davon heimlich eine Kopie für sich selbst.
Im Winter 1971 lieferte Irving dann das Biografie-Manuskript an McGraw-Hill, inklusive einer gefälschten Notiz von Hughes, dass ein Experte die Echtheit bestätigt hätte. Hughes-Experten bei Time-Life waren ebenfalls der Ansicht, das Dokument wäre echt. McGraw-Hill kündigten die Absicht der Veröffentlichung für den März 1972 an.
Verschiedene Vertreter von Hughes-Gesellschaften und weitere Leute, die den Geschäftsmann kannten, äußerten sofort ihre Zweifel an der Authentizität des anstehenden Werkes, worauf Irving nur entgegnete, Hughes hätte ihnen eben nichts über das Buch erzählt. Währenddessen erhielt Frank McCulloch, der bekanntermaßen der Letzte war, der Hughes tatsächlich interviewte, einen bösen Anruf von jemandem, der behauptete, er sei Hughes selbst. McCulloch bestätigte jedoch nach dem Durchlesen das Manuskript. Dem Journalisten Mike Wallace wurde allerdings nach einer Fernsehankündigung von seiner Kameramannschaft erzählt, Irving hätte nicht die Wahrheit gesagt: „They understood. I didn’t. He got me.“ („Sie hatten verstanden – ich nicht. Er hatte mich erwischt.“)
McGraw-Hill und das Life-Magazin, die für Ausschnittsveröffentlichungen des Buches bezahlt hatten, setzten ihre Unterstützung von Irving fort. Osborn Associates, eine Firma von Schriftexperten, erklärten Schriftproben für authentisch. Ein Lügendetektor-Test von Irving zeigte zwar einige Ungereimtheiten, aber keine offensichtlichen Lügen an. Noch Wochen später gab es keine Zeichen von Hughes selbst.
Am 7. Januar 1972 schließlich kontaktierte Howard Hughes die Außenwelt. Er arrangierte eine Telefonkonferenz mit sieben Journalisten, die ihn von früher her gut kannten. Die Konferenz fand zwei Tage später statt und wurde schließlich auch teilweise im Fernsehen ausgestrahlt. Irving wurde von Hughes bloßgestellt – er habe Irving niemals getroffen und er, Hughes, lebe zurzeit auf den Bahamas. Irving behauptete umgehend, die Stimme sei sehr wahrscheinlich eine Fälschung gewesen.
Hughes Rechtsanwalt Chester Davis verklagte McGraw-Hill, Life, Clifford Irving und Dell Publications. Schweizer Behörden untersuchten ein Bankkonto auf den Namen „H. R. Hughes“, auf dem 750.000 Dollar eingezahlt wurden und das von Edith Irving eröffnet worden war unter dem Namen „Helga R. Hughes“. Bei einem Besuch der Schweizer Polizei auf Ibiza bestritt Irving alle Vorwürfe und versuchte anzudeuten, er wäre auf einen Hochstapler hereingefallen. Dann las sich James Phelan Ausschnitte des Buches durch und erkannte einige der „Fakten“ aus seinem eigenen Buch. Schließlich identifizierte die Schweizer Polizei Edith Irving als Einzahlerin des Bankguthabens, und das Spiel war aus. Die Irvings gaben auf und gestanden am 28. Januar 1972. Am 13. März erschienen sie und Suskind vor Gericht wegen Betruges und wurden am 16. Juni schuldig gesprochen. Clifford Irving erhielt zweieinhalb Jahre Gefängnis, die er in Danbury, Connecticut und im Allenwood Prison in Pennsylvania absaß, allerdings nur 17 Monate lang. Er gab die ergaunerten 765.000 Dollar freiwillig an die Herausgeber zurück. Suskind wurde zu sechs Monaten verurteilt, von denen er fünf absaß. Edith Irving erhielt eine Haftstrafe von zwei Jahren, von der sie nur zwei Monate abbüßen musste. Danach wurde sie im März 1973 in der Schweiz zu vierzehn Monaten Haft verurteilt, aus der sie vorzeitig entlassen wurde.
Nach seiner Entlassung schrieb Irving weitere Bücher, darunter die Bestseller Trial, Tom Mix and Pancho Villa, Final Argument und Daddy’s Girl. Die gefälschte Biografie erschien ebenfalls, in einer privaten Ausgabe 1999. 2008 veröffentlichte der Journalist John Blake dann das Buch Howard Hughes: The Autobiography. Ausführlich eingegangen auf die Ereignisse wird in Irvings The Hoax, herausgegeben 1981 bei The Permanent Press.  Clifford Irving verstarb im Dezember 2017 in Sarasota, Florida im Alter von 87 Jahren.

## Verfilmung
Unter dem Titel The Hoax (Der große Bluff – Das Howard Hughes Komplott) wurde 2005 in Puerto Rico und New York von Regisseur Lasse Hallström die Fälschungsgeschichte verfilmt. In der Hauptrolle agierten Richard Gere als Irving, Alfred Molina als Suskind und Marcia Gay Harden als Edith. Julie Delpy spielte Nina van Pallandt, welche selbst schon mit Richard Gere in Ein Mann für gewisse Stunden (American Gigolo, 1980) vor der Kamera gewesen war. The Hoax erhielt gute Kritiken, obwohl Irving den Film als unrichtig bezeichnete („Ein Schwindel über einen Schwindel“) und der Szenen enthalte, die nie vorgekommen wären. Irving wird jedoch sogar als Urheber für die Quellen angegeben.

## Bücher von Clifford Irving
- On a Darkling Plain (1956)
- The Losers (1958)
- The Valley (1960)
- The 38th Floor (1965)
- The Battle of Jerusalem (1967)
- Spy (1968)
- Fake! The Story of Elmyr de Hory, the Greatest Art Forger of Our Time (1969)
- Autobiography of Howard Hughes (1971)
- The Death Freak (1976)
- The Sleeping Spy (1979)
- The Hoax (1981)
- Tom Mix and Pancho Villa (1981)
- The Angel of Zin (1983)
- Daddy’s Girl (1985)
- Trial (1987)
- Final Argument (1990)
- The Spring (1995)
- I Remember Amnesia (2004)

## Werke über die Hughes Autobiografie-Affäre
- Stephen Fay, Lewis Chester and Magnus Linklater: Hoax: The Inside Story of the Howard Hughes-Clifford Irving Affair (1972). Irving sagt zum Buch, es sei mostly fiction.
- Clifford Irving und Richard Suskind. Project Octavio: The Story of the Howard Hughes Hoax (1977)
- F for Fake, Dokumentarfilm von Orson Welles (1974). Enthält Segmente um Irving und Nina van Pallandt, gefilmt zur Zeit, als der Skandal begann.
- Der Scheck heiligt die Mittel, Dokumentarfilm von Henry Kolarz (1974) im deutschen Fernsehen. Richard Suskind spielte sich selbst.
- Der große Bluff – Das Howard Hughes Komplott (The Hoax, 2006)